# Gmina Lubiszyn
Die Gmina Lubiszyn ist eine Landgemeinde im Powiat Gorzowski der polnischen Woiwodschaft Lebus. Ihr Sitz ist das gleichnamige Dorf (deutsch Ludwigsruh).

## Gliederung

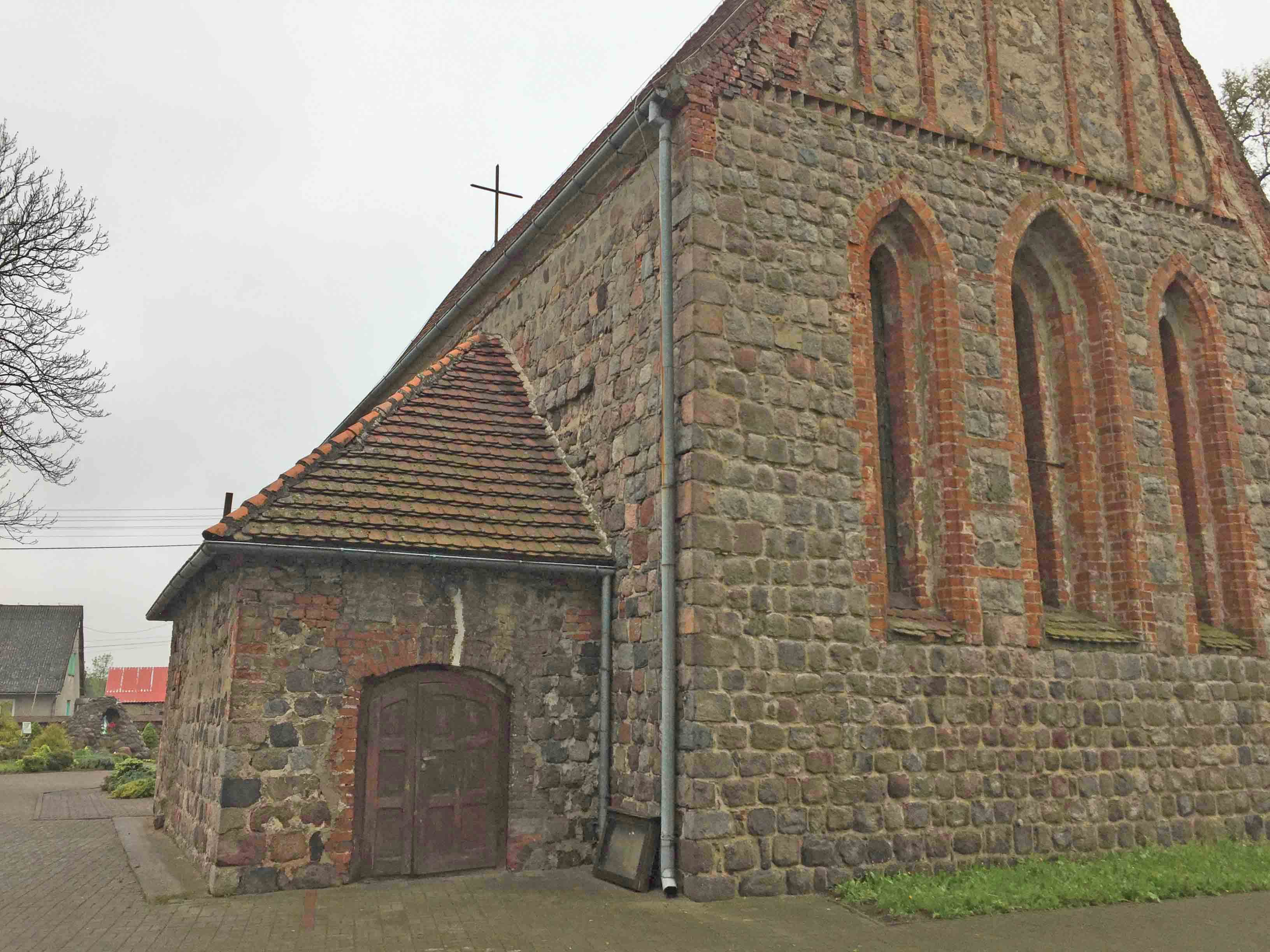
Kirche aus dem 13./14. Jh. in Marwice

Zur Landgemeinde (gmina wiejska) Lubiszyn gehören folgende Ortschaften mit einem Schulzenamt:
- Baczyna (Beyersdorf)
- Brzeźno-Buszów-Łąkomin (Briesenhorst-Langestück-Lindwerder)
- Chłopiny-Jastrzębiec (Saugarten-Lichtefleck)
- Gajewo-Dzikowo (Nesselgrund-Dieckow)
- Kozin (Eiserbruch)
- Lubiszyn (Ludwigsruh)
- Lubno (Liebenow)
- Marwice (Marwitz)
- Mystki (Neuscheune)
- Smoliny-Podlesie (Staffelder Teerofen-Kossäthenfeld)
- Staw-Zacisze (Staffelde-Emmashof F.)
- Ściechów  (Fahlenwerder)
- Ściechówek (Klein Fahlenwerder)
- Tarnów (Tornow)
- Wysoka (Hohenwalde)

### Weitere Wohnplätze
- Baczynka (Beyersdorfer Wiesen)

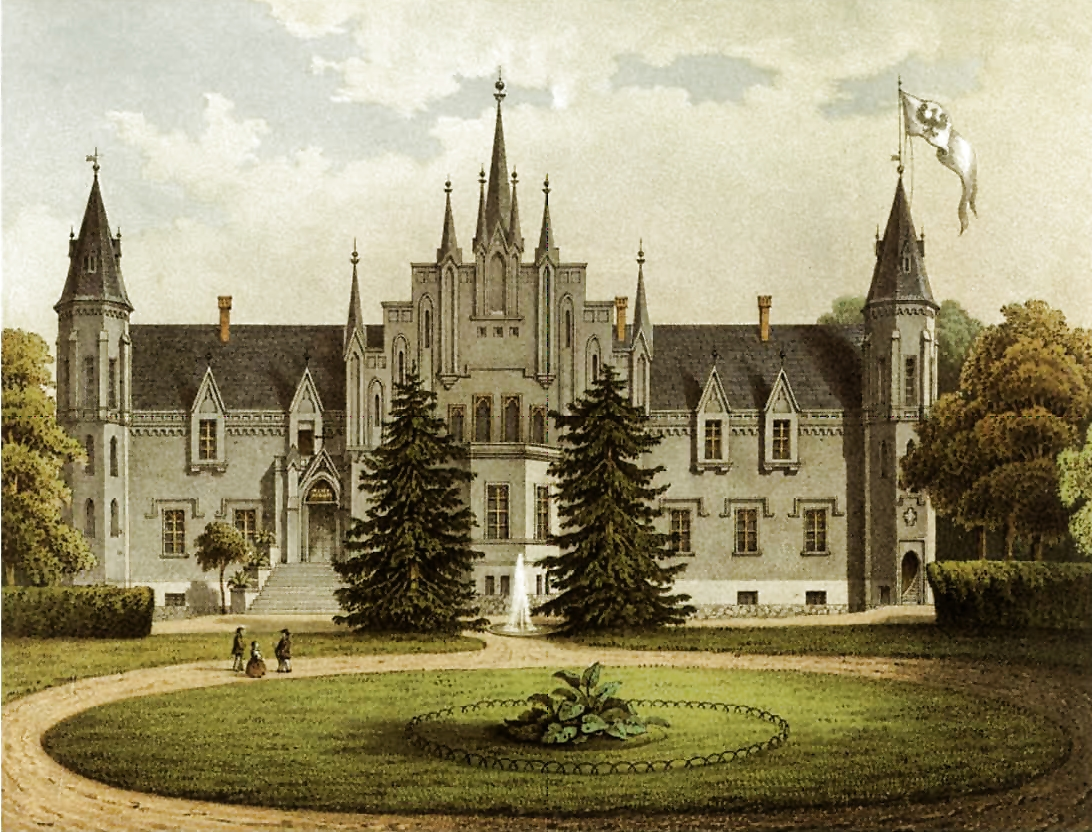
Rittergut Hohenwalde, nach der Sammlung Alexander Duncker, um 1863/64

- Brzezienko (Forsthaus Briesenhorst)
- Czuchla (Alte Vorwerk)
- Głębokie (Glambecksee’er Theerofen)
- Kretkowo (Kurzestücken)
- Łąkietki (Forsthaus Birklake)
- Latowice (Schönfeld)
- Łownica (Forsthaus Löbenheide)
- Lubienko (Liebenower Mühle)
- Marwica Mała (Klein Marwitz)
- Marwicki Młyn (Marwitzer Mühle)
- Pczelino (Poß)
- Przydolsko (Försterei Dölzigerbrück)
- Rybnia (Marwitzer Fischerhaus)
- Sciechów (Groß Fahlenwerder)
- Ściechów Średni (Mittellinie)
- Ściegna (Forsthaus Schönwerder)
- Sienicki Młyn (Sennewitz Mühle)
- Smółczyn (Marwitzer Theerofen)
- Smoliny (Staffelder Theerofen)
- Smółka Tarnowska (Tornower Teerofen)
- Staw (Staffelde)
- Zacisze (Emmashof)
- Zapadlisko (Dickebruch)